# Borouth
Borouth oder Boruth (slow. Borut, der Kämpfer) war etwa von 740 bis 750 der erste namentlich erwähnte karantanische Slawenfürst.

## Leben und Bedeutung

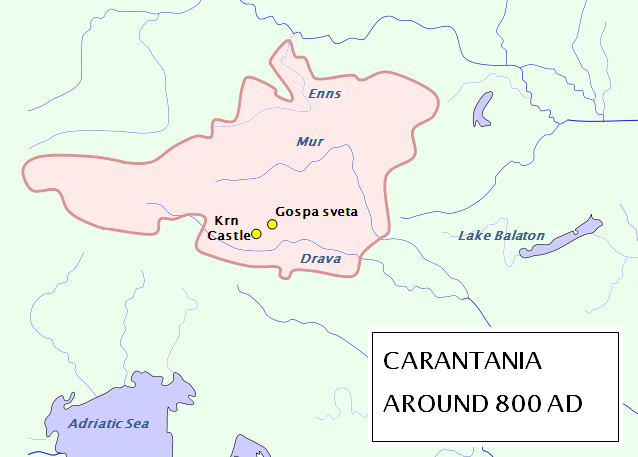
Karantanien zur Zeit Karls des Großen

Borouth dürfte sich zu Beginn des 8. Jahrhunderts als Herrscher der slowenischen Karantanen durchgesetzt haben. Als das Gebiet, welches Teile des heutigen Kärnten und der Steiermark sowie möglicherweise kleine Ausschnitte Sloweniens beinhaltete, immer wieder von den Awaren bedroht wurde, sah er sich gezwungen, um zirka 740 den Herzog Odilo von Bayern um Hilfe zu bitten. Herzog Odilo gewährte entsprechende Hilfe, allerdings nur gegen Anerkennung der Oberherrschaft der Bayern und somit des Fränkischen Reichs und der Annahme des christlichen Glaubens.
Odilo gründete daraufhin verschiedene Diözesen, u. a. 739/740 die Diözese Salzburg, die ab 745 Sitz des Missionsbischofs Virgilius wurde.
Dadurch herrschten Borouth, sein Sohn Cacatius (slow. Gorazd) und von 752 bis 769 sein Neffe Cheitumar (slow. Hotimir) als fränkische Vasallen. Borouth ließ Cacatius und Cheitumar als Geiseln nach Salzburg bringen und christlich erziehen. Nach der Machtübernahme Cheitumars 752 bat dieser Virgilius um Hilfe beim  Aufbau einer Diözese zur Christianisierung des Landes. Neben dem geistlichen Berater des Fürsten, Maioranus, wurde deswegen 757 der Chorbischof Modestus nach Karantanien entsandt.
Eine Kirche in Marienkirche (Maria Saal) als Sankt Maria ad Carantanum wird erstmals für 860 erwähnt.
In der Folge starben Modestus nach 767 (Einweihung Kirche in Maria Saal) und Cheitumar 769, was die Missionsbewegung ins Stocken brachte. Valhun versuchte, sich als Nachfolger in der Herrschaftstradition durchzusetzen. Die heidnischen Slawen organisierten aber mehrere Aufstände und erst 772 konnte Herzog Tassilo III. militärisch eingreifen und Valhun als Herrscher einsetzen. Die Missionierung wurde durch Wanderpriester fortgesetzt.